# 한스 벤더

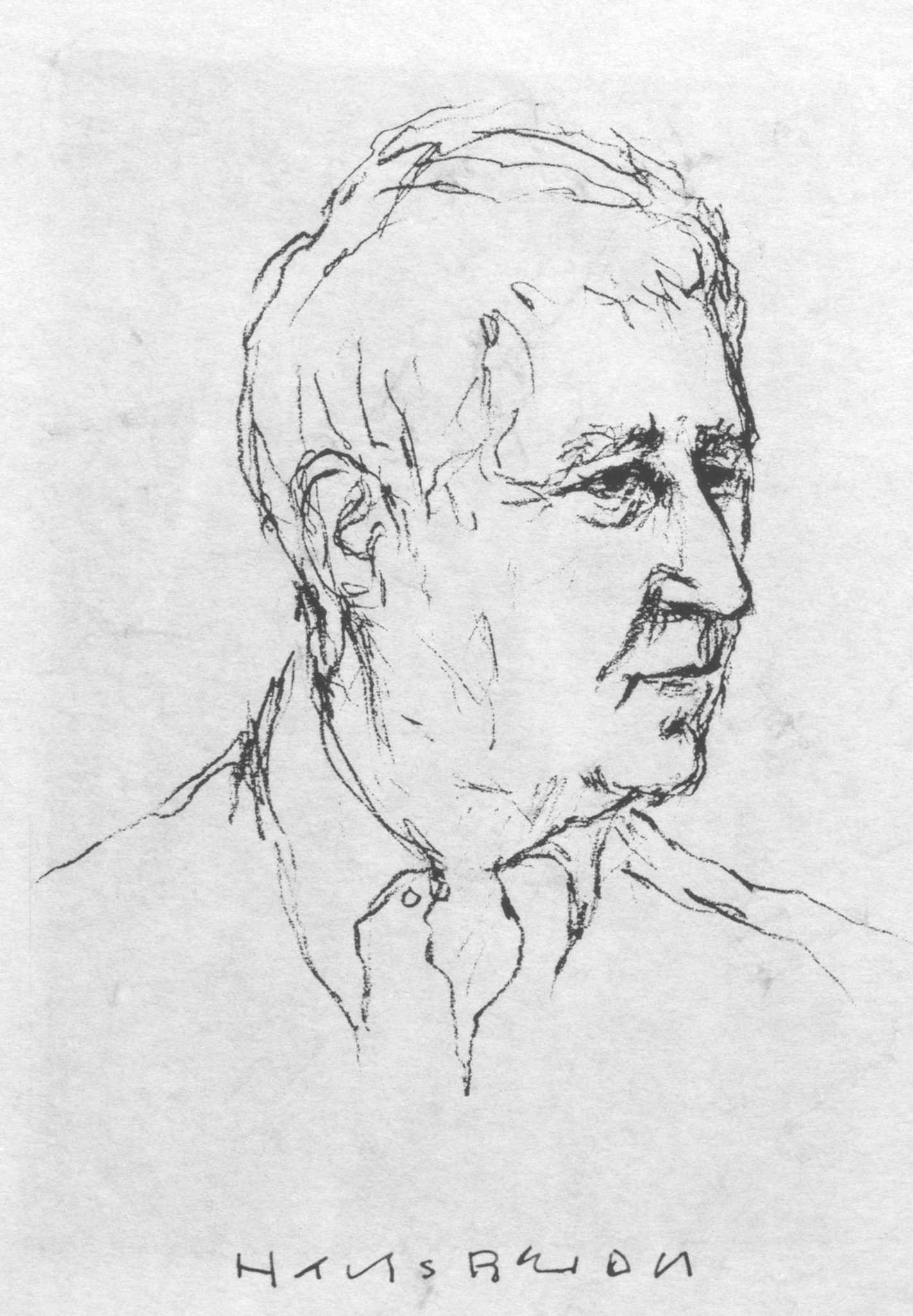

한스 벤더(Hans Bender, 1919년 7월 1일 ~ 2015년 5월 28일)는 독일의 저술가이자 편집장이다.
1919년 7월 1일 독일 슈바르츠발트 근처 작은 시골 마을 뮐하우젠에서 식당 집 아들로 태어나 고향에서 유년 시절을 보냈다. 신학교를 거쳐 에를랑겐과 하이델베르크에서 독문학, 철학 등을 공부했으며, 학생 신분으로 제2차 세계대전에 참여했고 1945년부터 1949년까지 러시아에서 4년간 포로 생활을 했다. 러시아 포로 생활에서 돌아온 그는 영화관에서 표 파는 일을 하면서 글을 쓰기 시작했고, 1954∼1980년 동안 문예지 ≪악첸테(Akzente)≫의 편집장을 지냈다. 아카데미 회원 및 명예교수로 마인츠 대학에서 문학 강의를 했으며 현재는 쾰른에 거주하고 있다.
한스 벤더는 하인리히 뵐(Heinrich Böll), 파울 샬뤼크(Paul Schallück), 알프레트 안더슈(Alfred Andersch)처럼 위기에 직면한 전후 세대의 작가, 반전 작가다. ≪흔들리는 집(Das wiegende Haus)≫(1961) 후기에서 “나의 글이 오늘날 군복을 입거나 젊음을 위협당하는 일에서 젊은이들을 보호하는 데 도움을 준다면 만족”이라고 한 말은 바로 다시는 전체주의나 전쟁을 반복해서는 안 된다는 그의 도덕적인 요구다. 지금도 지구상에서는 끊임없이 전쟁과 테러가 일어나고 우리 모두 전쟁과 테러의 위협에 노출되어 있다. 전쟁 체험이 생생하게 묘사된 한스 벤더의 이야기에서 독자들은 전후 시대의 절망적이고 파괴된 세상에서 힘들지만 희망의 길을 찾으려 한다. 한스 벤더는 끊임없는 관찰자이며, 그의 언어는 개인적인 경험의 표현을 위한 도구다.